# Феодосий (Макаревский)
Епископ Феодосий (в миру Александр Григорьевич Макаревский; 1822 год (по другим источникам, 1823 или 1825 год), Черниговская губерния — 5 (17) февраля 1885 года) — епископ Русской православной церкви, епископ Екатеринославский и Таганрогский.

## Биография
Родился в семье диакона.
Сначала учился в Черниговской духовной семинарии (1845), затем поступил в Киевскую духовную академию.
В 1849 году окончил курс академии по первому разряду, что давало право через два года стать магистром.
31 января 1850 года назначен профессором Смоленской духовной семинарии и учителем в училище девиц духовного звания.
28 марта 1853 года назначен смотрителем вяземских уездного и приходского духовных училищ.
28 мая 1853 года рукоположен во священника к Вяземскому Свято-Троицкому собору. Состоял цензором проповедей, членом Вяземского духовного правления, катехизатором, членом-корреспондентом губернского статистического комитета, членом строительного комитета.
29 июня 1855 года возведён в сан протоиерея.
16 марта 1861 года (после смерти жены) переведён в Смоленск инспектором духовной семинарии, а 3 мая того же года пострижен в монашество.
29 марта 1862 года переведен инспектором Санкт-Петербургской семинарии, а 29 апреля 1862 года возведен в сан архимандрита.
28 августа 1863 года назначен ректором Воронежской духовной семинарии и настоятелем Алексеевского Акатова монастыря. Состоял членом Воронежской духовной консистории и благочинным монастырей Воронежской епархии.
С 10 декабря 1866 года — редактор «Воронежских епархиальных ведомостей».
28 января 1867 года хиротонисан во епископа Острогожского, викария Воронежской епархии.
С 23 июня 1871 года — епископ Екатеринославский и Таганрогский.
Он учредил в Екатеринославской епархии окружные, благочиннические и епархиальные съезды духовенства и выборы благочинных.
Много времени епископ Феодосий посвящал ученым занятиям, любил историю, интересовался историей местного края. Принимал участие в составлении «Памятной книжки Смоленской губернии», а в Воронеже — в составлении акафиста святителю Тихону.
Много историко-церковных материалов печатал в епархиальных ведомостях, но всегда без подписи.
Скончался от апоплексии головного мозга. Погребен 10 февраля епископом Таврическим и Симферопольским Гермогеном (Добронравовым) в Свято-Троицком кафедральном соборе в приделе с левой стороны.

## Cемья
- отец — Григорий Александрович (1794—1852)
- мать — Екатерина Алексеевна (1798—1859)
- Жена имя жены неизвестно умерла в 1864 году (раньше, так как 3 мая 1861 года Александр постригся в монахи уже после кончины супруги и получил имя Феодосий. На тот момент имел двоих детей, сына Николая и дочь )
- Сын — Николай[2] 1855—1923 (похоронен в Санкт-Петербурге на Никольском кладбище Александро-Невской Лавры[3])
- Дочь[4]  — (? —?)

## Награды
- орден св. Владимира 3 ст. (1869),
- орден св. Анны 1 ст. (1873),
- орден св. Владимира 2 ст. (1877)[5].